# Liste der Baudenkmale in Hitzacker (Elbe)
In der Liste der Baudenkmale in Hitzacker (Elbe) sind die Baudenkmale der niedersächsischen Stadt Hitzacker (Elbe) und ihrer Ortsteile aufgelistet. Der Stand der Liste ist der 7. Oktober 2021.

## Hitzacker (Elbe)

### Gruppe baulicher Anlagen in Hitzacker
| Lage | Bezeichnung                                                       | Beschreibung | ID                              | Bild |
| --- | ----------------------------------------------------------------- | --- | ------------------------------- | ---- |
| An der Kirche 1, 4, 6, 7, Auf dem Brink 2, 4, 5, 8, Brauhofstraße 2, Deichstraße 3, 4, 6, 7, 9, Drawehnertorstraße 1, 7, Elbstraße 3, 4, 5, 7, 9, 11, 12, 13, 14, 16, Hauptstraße 1, 2, 3, 4, 6, 7, 9, 10, 12, 13, 14, 15, 16, 17, 18, 19, 20, 21, 22, 24, Am Markt 1, 2, 3, 4, 5, 7, Marschtorstraße 1, 3, 7, 7a, 13, Zollstraße 1, 2, 4 53° 9′ 7″ N, 11° 2′ 50″ O | Gesamte Altstadt auf der Insel mit den umgebenden Wasserläufen    | Altstadt in Insellage zwischen zwei Armen des Flusses "Jeetzel" an dessen Mündung in die Elbe. Weitgehend erhaltener mittelalterlicher Stadtgrundriss, verändert nur im südöstlichen Teil, wo sich im 17. Jahrhundert zeitweilig eine Residenz einer Nebenlinie des Hauses Braunschweig-Wolfenbüttel befand. Bebauung überwiegend zweigeschossig mit trauf- und giebelständigen Häusern, meist in Fachwerkbauweise, z.T. mit jüngeren, massiven Fassaden. | 30826858                        |      |
| Drawehnertorstraße 6, 8, 9, 11, 13, Lanke 1, 2, 3, 4, 5, 6, 7, 8, 9, 10, 11, 12, 13, 14, 15, 16 53° 8′ 59″ N, 11° 2′ 47″ O | Siedlung Lanke mit den zur Drawehnertorstraße gehörenden Gebäuden | Wohnsiedlung aus überwiegend eingeschossigen Sichtbacksteinbauten unter Satteldächern südöstlich der Altstadtinsel auf einer künstlichen Aufschüttung im Uferbereich der Jeetzel sowie die gleichzeitig entstandene, angrenzende Bebauung an der Drawehnertorstraße. Architekt Hans Holthey, Lüneburg. Errichtet durch die Niedersächsische Heimstätte GmbH Hannover, Zweigstelle Uelzen. | 30826879                        |      |
| 53° 9′ 15″ N, 11° 2′ 29″ O | Ruine der Bergkirche und der jüdische Friedhof                    | | 30851414/1/-/ 30851438 30851414 |      |
| Gutsbezirk Dötzingen 53° 8′ 58″ N, 11° 2′ 8″ O | Herrenhaus, Park, Wirtschaftshof und Junkermühle mit Stau         | Gutsanlage des ehemaligen Dorfes Dötzingen, bestehend aus einem neoklassizistischen Herrenhaus, mehreren Wirtschaftsgebäuden, von denen die ehemalige Remise sowie ein kleineres, südwestlich davon gelegenes Gebäude als Teile der Gruppe ausgewiesen sind, sowie einer Parkanlage, die sich westlich des Herrenhauses zwischen der Lüneburger Straße und dem Harlinger Mühlenbach erstreckt. Die Umgebung der gepflasterten Zufahrt vom Einfahrtstor an der Lüneburger Straße zum Herrenhaus ist ebenfalls parkartig gestaltet. Entlang der Lüneburger Straße besteht eine Einfriedung aus einem schmiedeeisernen Zaun auf einem Klinkersockel zwischen verputzten Backsteinpfeilern. | 30826899                        | BW   |
| Am Bahnhof 53° 8′ 23″ N, 11° 2′ 19″ O | Bahnhof Hitzacker                                                 | Gruppe aus vier Gebäuden, die im Zusammenhang mit dem Bau der Eisenbahnlinie Lüneburg-Wittenberge 1873/74 entstanden sind, bestehend aus dem Bahnhof-Empfangsgebäude, dem ehemaligen Kurhotel Victoria sowie zwei freistehenden Wohnhäusern. Sie markieren den Beginn einer umfangreichen Vorstadt-Siedlungsphase ab Ende des 19. Jahrhunderts. | 35892248                        |      |

### Einzeldenkmale in Hitzacker
| Lage                                             | Bezeichnung                             | Beschreibung | ID       | Bild           |
| ------------------------------------------------ | --------------------------------------- | --- | -------- | -------------- |
| Am Bahnhof 53° 8′ 22″ N, 11° 2′ 19″ O            | Empfangsgebäude des Bahnhofes Hitzacker | Frei parallel zu den Gleisen stehender, ein- und zweigeschossiger Sichtbacksteinbau unter flach geneigten Satteldächern. Zentraler, zweigeschossiger Baukörper mit zwei erhöhten Seitenrisaliten unter quer gerichteten Satteldächern. Nordöstlicher Seitenrisalit turmartig erhöht. Eingeschossige Anbauten an den Giebelseiten unter eigenen Satteldächern. Im Erdgeschoss sowie im nordöstlichen Risalit rundbogige, sonst segmentbogige Fensteröffnungen. Backsteingliederungen. | 30848853 |                |
| Am Bahnhof 1 53° 8′ 25″ N, 11° 2′ 18″ O          | Wohnhaus                                | Freistehendes, traufständiges, eingeschossiges Doppelwohnhaus in Sichtbackstein-Bauweise unter ziegelgedecktem Satteldach. Mittiges Zwerchhaus unter Satteldach. Segmentbogige Fensteröffnungen, Backsteingliederungen. | 38149386 |                |
| Am Bahnhof 2 53° 8′ 24″ N, 11° 2′ 19″ O          | Ehemaliges Hotel Victoria               | Freistehender, traufständiger, dreigeschossiger, voll unterkellerter Rohziegelbau unter Satteldach in Hohlpfannendeckung. Breiter, fünfachsiger Mittelrisalit an beiden Traufseiten; rückwärtig zusätzlich ein- bis zweigeschossiger, mittiger Anbau, darauf Balkon zum Haupthaus auf dem höheren sowie Flachdach auf dem niedrigeren Teil. Segmentbogige Fensteröffnungen, Backsteingliederungen. | 30848815 |                |
| Am Bahnhof 3 53° 8′ 23″ N, 11° 2′ 21″ O          | Wohnhaus                                | Freistehender, traufständiger, eingeschossiger Sichtbacksteinbau mit massivem Drempel unter Satteldach Satteldach. Traufseitige, zentrale Erschließung. Segmentbogige Fensteröffnungen, Backsteingliederungen. | 38149409 |                |
| Am Langenberg 53° 9′ 15″ N, 11° 2′ 29″ O         | Ruine                                   | Ruine der Bergkirche | 30851414 |                |
| Am Langenberg 53° 9′ 15″ N, 11° 2′ 25″ O         | Friedhof                                | Jüdischer Friedhof (Hitzacker) | 30851438 | Weitere Bilder |
| Am Markt 1 53° 9′ 4″ N, 11° 2′ 47″ O             | Rathaus                                 | Repräsentativer, zweigeschossiger Ziegelbau unter bewegter Dachlandschaft in Hohlpfannendeckung und Ziegelfachwerk in den Ziergiebeln; zweigeschossiger Eingangsrisalit rechts; links polygonales Ecktürmchen unter Schindeldach aus dem Hauptdach herauswachsend; sparsamer Fassadenschmuck in den Fensterzonen sowie horizontale Verbänderungen in hellem Zementputz; schmucklose Rückfassade. | 30850217 |                |
| Am Markt 2 53° 9′ 5″ N, 11° 2′ 47″ O             | Wohnhaus                                | Zweigeschossiger, giebelständiger, Sichtbacksteinbau auf Feldsteinsockel unter Halbwalmdach in roter Hohlpfannendeckung. Geschosstrennende Gesimse aus eingefassten Rollschichten. Stichbogige Fensteröffnungen. Straßenfassade durch Schaufenstereinbau im Erdgeschoss gestört. | 30850198 |                |
| Am Markt 3 53° 9′ 5″ N, 11° 2′ 47″ O             | Wohn-/Geschäftshaus                     | Zweigeschossiger, giebelständiger Fachwerkbau unter Satteldach mit rückwärtigem Halbwalm in roter Hohlpfannendeckung. Straßenseitig links zweigeschossige Utlucht auf halber Gebäudebreite unter eigenem Satteldach. Erdgeschoss durch Verglasung der Gefache als Schaufenster verändert. | 30850177 |                |
| Am Markt 4 53° 9′ 6″ N, 11° 2′ 47″ O             | Wohn-/Geschäftshaus                     | Altstadt in Insellage zwischen zwei Armen des Flusses "Jeetzel" an dessen Mündung in die Elbe. Weitgehend erhaltener mittelalterlicher Stadtgrundriss, verändert nur im südöstlichen Teil, wo sich im 17. Jahrhundert zeitweilig eine Residenz einer Nebenlinie des Hauses Braunschweig-Wolfenbüttel befand. Bebauung überwiegend zweigeschossig mit trauf- und giebelständigen Häusern, meist in Fachwerkbauweise, z.T. mit jüngeren, massiven Fassaden. | 30850154 |                |
| Am Markt 5 53° 9′ 5″ N, 11° 2′ 47″ O             | Wohnhaus                                | Zweigeschossiger, giebelständiger Sichtbacksteinbau unter Satteldach. Straßenseitige Schaufassade mit werksteinimitierenden Fensterrahmungen in hellem Zementputz, geschosstrennenden Gesimsen sowie Backsteingliederungen und gemauerter Ortgangüberstand am Giebel. 1911 nach Brand des Vorgängerbaus errichtet. | 30850133 |                |
| Am Markt 7 53° 9′ 5″ N, 11° 2′ 50″ O             | Bürohaus                                | Zweigeschossiger Backsteinfachwerkbau auf L-förmigem Grundriss unter abgewalmten Dach in Hohlpfannendeckung auf hohem Sockel. Eingang am Giebel des Südwestflügels mit barocker Tür und Eingang hofseitig am Südostflügel mit klassizistischer zweiflügliger Tür. Inschriftliche Datierung "Anno 1718" am Türsturz an der Ostfassade des Flügels am Markt. | 30850073 |                |
| Am Markt 8 53° 9′ 5″ N, 11° 2′ 49″ O             | Bürohaus                                | Freistehender, dreigeschossiger Sichtbacksteinbau auf L-förmigem Grundriss mit Seitenflügel an der Brauhofstraße unter Walmdach in Hohlpfannendeckung; Schaufassaden im Westen und Süden; in der Westfassade über dem Haupteingang im ersten Obergeschoss auskragender, zweigeschossiger Erker unter segmentbogigem Giebel; darüber großer, geschweifter Zwerchgiebel mit dahinter liegendem Satteldach mit über dem Hauptdach liegender Firstlinie; große Rundbogenfenster im Erdgeschoss; sonst rahmenlose Rechteckfenster. Nach Brandzerstörung eines Vorgängerbaus errichtet. Entworfen vom Architekten Hans Holthey. | 30850054 |                |
| An der Kirche 53° 9′ 6″ N, 11° 2′ 56″ O          | Stadtkirche St. Johannis                | Schmuckloser Saalbau über rechteckigem Grundriss mit massiven, weiß verputzten Umfassungsmauern und unter Satteldach mit roter Hohlpfannendeckung und Vollwalm an der Ostseite; gedrungener, quadratischer Westturm unter schieferbehangenem Pyramidendach auf das Westmauerwerk aufgesetzt und aus dem Dachstuhl herauswachsend. 1824, unter Verwendung älteren Mauerwerks. | 30848756 |                |
| An der Kirche 1 53° 9′ 6″ N, 11° 2′ 55″ O        | Pfarrhaus                               | Zweigeschossiger, traufständiger Fachwerkbau auf Backsteinsockel unter Walmdach in Hohlpfannendeckung. Ursprünglich Stallteil von vier Achsen mit Futterboden im südlichen Teil. Leichte Obergeschoss-Vorkragung. Inschrift am Erdgeschoss-Rähm über der Eingangstür. | 30848675 |                |
| An der Kirche 4 53° 9′ 5″ N, 11° 2′ 55″ O        | Wohnhaus                                | Zweigeschossiger, traufständiger Fachwerkbau in Ecklage; Erdgeschoss teils massiv ersetzt; Satteldach in Hohlpfannendeckung. | 30848614 |                |
| An der Kirche 7 53° 9′ 7″ N, 11° 2′ 55″ O        | Wohn- und Bürohaus                      | Zweigeschossiger, traufständiger Fachwerkbau mit Backsteinausfachung unter Walmdach in Hohlpfannendeckung. Speicherdach mit Aufzugsgaube an der Südseite. Garageneinbau von 1963 in Südostecke inzwischen wieder zurückgebaut. | 30848574 |                |
| Auf dem Brink 2 53° 9′ 10″ N, 11° 2′ 51″ O       | Wohnhaus                                | Zweigeschossiger Fachwerkbau in Ecklage auf Backsteinsockel unter Satteldach in Hohlpfannendeckung. Eingeschossiger, massiver Anbau aus Sichtbackstein unter Schleppdach an der nordwestlichen Traufseite. | 30848459 |                |
| Auf dem Brink 4 53° 9′ 11″ N, 11° 2′ 51″ O       | Wohnhaus                                | Erheblich veränderter, zweigeschossiger, traufständiger Fachwerkbau unter Satteldach in Hohlpfannendeckung; weite Bereiche des Fachwerks durch Ziegelmauerwerk ersetzt; zweiachsiges Zwerchhaus mittig in der straßenseitigen Dachfläche; eingeschossiger Anbau unter eigenem Satteldach mit Halbwalm und gleicher Deckung an der Rückseite an der Südostecke. | 30848459 |                |
| Auf dem Brink 5 53° 9′ 11″ N, 11° 2′ 50″ O       | Wohnhaus                                | Zweigeschossiges, traufständiges Fachwerkgebäude unter ziegelgedecktem Satteldach. Erdgeschoß massiv ersetzt. | 30848402 |                |
| Auf dem Brink 8 53° 9′ 11″ N, 11° 2′ 50″ O       | Wohnhaus                                | Eingeschossiger, traufständiger Fachwerkbau in Ecklage auf massivem Backstein- und Feldsteinsockel unter Satteldach. Westliche Hausecke im Grundriss gefast. Einachsiges Zwerchhaus mittig in der straßenseitigen Dachfläche. | 30848342 |                |
| Bauernstraße 1 53° 8′ 39″ N, 11° 2′ 27″ O        | Wohnhaus                                | Freistehendes Zweiständer-Hallenhaus in Fachwerk mit Backsteinausfachung und unter Halbwalmdach in roter Hohlpfannendeckung. Zwerchhaus in der nordwestlichen Dachfläche über dem Hauseingang. Bauzeitliche Fenster und bauzeitliche, zweiflüglige Haustür. Inschrift mit Datierung am Wirtschaftsgiebel: "Err. denn 29. April Anno 1859". | 30848421 |                |
| Brauhofstraße 2 53° 9′ 3″ N, 11° 2′ 50″ O        | Wohnhaus                                | Zweigeschossiger, traufständiger Fachwerkbau in Ecklage unter Satteldach in roter Hohlpfannendeckung. Schleppgaube mit Ladeluke auf der nördlichen Dachseite. Eingeschossiger Anbau am Ostgiebel. Giebeldreiecke mit Holzverschalung aus senkrechten Brettern. | 30848226 |                |
| Dannenbergerstraße 6 53° 8′ 44″ N, 11° 2′ 31″ O  | Wohnhaus                                | Freistehender, zweigeschossiger, villenartiger Fachwerkbau unter Satteldach in Schiefer- und Hohlpfannendeckung, traufständig. Beide Giebel und Rückseite nachträglich verkleidet. Straßenseitig Mittelrisalit unter eigenem Satteldach mit Freigespärre. Mittelrisalit in beiden Geschossen laubenartig geöffnet, teilweise mit Zierfüllungen, und mit zurückgesetztem Hauseingang im Erdgeschoss. | 30848170 |                |
| Deichstraße 3 53° 9′ 9″ N, 11° 2′ 54″ O          | Wohnhaus                                | Eingeschossiger, traufständiger Fachwerkbau auf hohem Kellersockel aus Feld- und Backstein und unter Halbwalmdach in Hohlpfannendeckung. Zweiachsiges, zentrales Zwerchhaus unter Satteldach an der Südseite. | 30848113 |                |
| Deichstraße 4 53° 9′ 8″ N, 11° 2′ 53″ O          | Wohnhaus                                | Eingeschossiger, traufständiger Fachwerkbau unter Halbwalmdach in Hohlpfannendeckung. Außenwände teilweise in Sichtbackstein massiv ersetzt. | 30848094 |                |
| Deichstraße 6 53° 9′ 8″ N, 11° 2′ 54″ O          | Wohnhaus                                | Eingeschossiger, traufständiger Sichtbacksteinbau unter Krüppelwalmdach in Hohlpfannendeckung. Dreiachsiges Zwerchhaus in Ziegelfachwerk an der Nordseite. Giebelwände im Dachgeschoss in Fachwerk. | 30848056 |                |
| Deichstraße 7 53° 9′ 8″ N, 11° 2′ 55″ O          | Wohnhaus                                | Zweigeschossiger, traufständiger Sichtbacksteinbau unter Satteldach in Ziegeldeckung. Horizontale Backsteingliederungen im Brüstungsbereich des Obergeschosses. Außermittiger, zurückgesetzter Eingang mit darüberliegendem, leicht vortretenden Fachwerk-Erker. | 30848037 |                |
| Deichstraße 9 53° 9′ 8″ N, 11° 2′ 56″ O          | Wohnhaus                                | Eingeschossiger, traufständiger Sichtbacksteinbau unter Halbwalmdach in Hohlpfannendeckung. Giebelwände im Dachgeschoss in Fachwerk. Stichbogige Fenster- und Türöffnungen. | 30847999 |                |
| Drawehnertorstraße 1 53° 9′ 4″ N, 11° 2′ 49″ O   | Wohn- und Geschäftshaus                 | Zweigeschossiger, giebelständiger Fachwerkbau in Ecklage zur Brauhofstraße unter Satteldach. Leichte Obergeschoss-Vorkragung. Inschrift mit Datierung am straßenseitigen Giebel: "Erbauet 1720 den 24. Mai.". Störender Ladeneinbau im Erdgeschoss. | 30847940 |                |
| Drawehnertorstraße 7 53° 9′ 2″ N, 11° 2′ 48″ O   | Gasthaus                                | Zweigeschossiger, traufständiger Fachwerkbau mit Backsteinausfachung. Südgiebel direkt auf Ufermauer der Jeetzel errichtet. Halbwalmdach in Hohlpfannendeckung. Zweigeschossiger, loggienartiger Standbalkon mit Walmdach an der Südwestecke. Erbaut 1655, maßgebliche Veränderungen im 18. Jahrhundert. | 30847824 |                |
| Drawehnertorstraße 7 53° 9′ 2″ N, 11° 2′ 49″ O   | Nebengebäude                            | Eingeschossiges Fachwerkgebäude über trapezförmigem Grundriss auf Feldstein-Sockel unter ziegelgedecktem Satteldach. Auf dem ehemaligen Schlossgelände gelegen. | 38177245 |                |
| Elbstraße 3 53° 9′ 7″ N, 11° 2′ 47″ O            | Wohn- und Geschäftshaus                 | Zweigeschossiger, giebelständiger Sichtbacksteinbau unter rückseitig abgewalmtem Satteldach; Fassadenschmuck durch Backsteingliederungen, Fensterrahmungen und auffälliges Geschossgesims. Segmentbogige Fenster- und Türöffnungen. Bauzeitlicher Ladeneinbau. | 30851752 |                |
| Elbstraße 4 53° 9′ 6″ N, 11° 2′ 48″ O            | Wohn- und Geschäftshaus                 | | 30851616 |                |
| Elbstraße 5 53° 9′ 7″ N, 11° 2′ 47″ O            | Wohnhaus                                | Zweigeschossiger Sichtbacksteinbau unter Walmdach. | 37296342 |                |
| Elbstraße 7 53° 9′ 7″ N, 11° 2′ 48″ O            | Wohnhaus                                | Zweigeschossiger, giebelständiger Sichtbacksteinbau mit Backsteingliederungen unter Satteldach. Erdgeschoss im 20. Jahrhundert stark verändert. | 30850809 |                |
| Elbstraße 9 53° 9′ 7″ N, 11° 2′ 48″ O            | Wohnhaus                                | Zweigeschossiger, giebelständiger Fachwerkbau unter Satteldach in Hohlpfannendeckung. Fassade im Erdgeschoss mehrfach verändert. Inschrift in der Obergeschossschwelle. | 30851674 |                |
| Elbstraße 11 53° 9′ 8″ N, 11° 2′ 48″ O           | Wohn- und Geschäftshaus                 | Zweigeschossiger,traufständiger Fachwerkbau mit Backsteinausfachung unter Satteldach. | 30851653 |                |
| Elbstraße 12 53° 9′ 8″ N, 11° 2′ 49″ O           | Wohnhaus                                | Zweigeschossiges, traufständiges Fachwerkgebäude mit Backsteinausfachung unter ziegelgedecktem Satteldach. | 30851634 |                |
| Elbstraße 13 53° 9′ 8″ N, 11° 2′ 48″ O           | Wohn- und Geschäftshaus                 | Zweistöckiger, traufständiger Fachwerkbau mit Backsteinausfachung auf massivem Sockel unter Walmdach in Hohlpfannendeckung. Mittige Zwerchgaube unter Satteldach mit Ladeluke. | 30851595 |                |
| Elbstraße 14 53° 9′ 9″ N, 11° 2′ 49″ O           | Wohn- und Geschäftshaus                 | Zweigeschossiger, traufständiger Fachwerkbau mit Backsteinausfachung in Ecklage zur Zollstraße. Massiver Feldsteinsockel. Halbwalmdach in roter Hohlpfannendeckung. Inschriftliche Datierung "1718" (nicht bauzeitlich) am Rähm über der Tür an der westlichen Traufseite. | 30851517 |                |
| Elbstraße 16 53° 9′ 9″ N, 11° 2′ 49″ O           | Wohnhaus                                | Zweigeschossiger, giebelständiger Fachwerkbau mit Backsteinausfachung und nachträglich straßenseitig vorgeblendeter Backsteinfassade. Halbwalmdach in Hohlpfannendeckung. | 30851557 |                |
| Hauptstraße 1 53° 9′ 6″ N, 11° 2′ 49″ O          | Wohnhaus                                | Zweigeschossiger, giebelständiger Bau unter Walmdach in Hohlpfannendeckung. Nachträglich vorgesetzte bzw. massiv ersetze, mehrfach veränderte Fassade. | 30851278 |                |
| Hauptstraße 2 53° 9′ 6″ N, 11° 2′ 50″ O          | Wohnhaus                                | Zweigeschossiger, giebelständiger Bau in Ecklage zur Marschtorstraße. Ursprüngliches Fachwerk weitgehend durch Sichtbacksteinmauerwerk ersetzt. Halbwalmdach in Hohlpfannendeckung. | 30851259 |                |
| Hauptstraße 3 53° 9′ 6″ N, 11° 2′ 49″ O          | Wohnhaus                                | | 30851240 |                |
| Hauptstraße 4 53° 9′ 6″ N, 11° 2′ 50″ O          | Wohnhaus                                | Zweigeschossiger, traufständiger Fachwerkbau unter Satteldach in Hohlpfannendeckung. Erdgeschossfassade im 20. Jahrhundert verändert. | 30851221 |                |
| Hauptstraße 6 53° 9′ 7″ N, 11° 2′ 51″ O          | Wohn- und Geschäftshaus                 | Zweigeschossiger, traufständiger Fachwerkbau unter Satteldach in Hohlpfannendeckung. Um 1700; Fassade um 1800. | 30851181 |                |
| Hauptstraße 7 53° 9′ 7″ N, 11° 2′ 50″ O          | Wohnhaus                                | Zweigeschossiger, giebelständiger Fachwerkbau mit Backsteinausfachung unter Satteldach in Hohlpfannendeckung. | 30851162 |                |
| Hauptstraße 9 53° 9′ 8″ N, 11° 2′ 50″ O          | Wohnhaus                                | Zweigeschossiger, teilunterkellerter Fachwerk- und Massivbau Ecklage zur Zollstraße. Giebelständig zur Hauptstraße. Straßenseitiger Ostgiebel sowie Traufseite an der Zollstraße massiv in Backstein, rückwärtige Fassaden Fachwerk mit Backsteinausfachung. Halbwalmdach in Hohlpfannendeckung. | 30851124 |                |
| Hauptstraße 10 53° 9′ 7″ N, 11° 2′ 51″ O         | Wohnhaus                                | Zweigeschossiger, giebelständiger Fachwerk- und Massivbau unter Satteldach in Hohlpfannendeckung. Erdgeschoss sowie nördliche Traufseite massiv, Obergeschoss straßenseitig und an der südlichen Traufseite in Fachwerk. | 30851105 |                |
| Hauptstraße 12 53° 9′ 7″ N, 11° 2′ 51″ O         | Wohn- und Geschäftshaus                 | Zweigeschossiger, giebelständiger Fachwerkbau mit Backsteinausfachung unter Satteldach mit straßenseitigem Krüppelwalm in Hohlpfannendeckung. Ladeluke mit Kranausleger im Giebel. | 30851065 |                |
| Hauptstraße 13 53° 9′ 9″ N, 11° 2′ 50″ O         | Wohnhaus                                | Zweigeschossiger, giebelständiger Fachwerkbau mit Lehmsteinausfachung unter Satteldach. Straßenseitig vorgesetzte Sichtbacksteinfassade mit Backsteingliederungen. Giebel mit First- und Schulterstaffeln. Fachwerk traufseitig leicht vorkragend. | 30851046 |                |
| Hauptstraße 14 53° 9′ 8″ N, 11° 2′ 51″ O         | Wohn- und Geschäftshaus                 | Zweigeschossiger, giebelständiger Fachwerkbau mit Backsteinausfachung unter Halbwalmdach in roter Hohlpfannendeckung. Erbaut 1714, Umbau oder Renovierung im 19. Jahrhundert. | 30851025 |                |
| Hauptstraße 15 53° 9′ 9″ N, 11° 2′ 51″ O         | Wohn- und Geschäftshaus                 | Zweigeschossiger, traufständiger Fachwerkbau mit Backsteinausfachung unter Satteldach in Hohlpfannendeckung. | 30851006 |                |
| Hauptstraße 16 53° 9′ 8″ N, 11° 2′ 52″ O         | Wohn- und Geschäftshaus                 | Zweigeschossiger, traufständiger Fachwerkbau mit Backsteinausfachung unter Satteldach in Hohlpfannendeckung. Fassade um 1800, eventuell älterer Kern. Rückgebäude inschriftlich datiert auf 1692. | 30850985 |                |
| Hauptstraße 17 53° 9′ 9″ N, 11° 2′ 51″ O         | Wohn- und Geschäftshaus                 | Zweigeschossiger, giebelständiger Fachwerkbau in Ecklage zur Straße Auf dem Brink. Satteldach in roter Hohlpfannendeckung. Aufwändiger Schaugiebel zur Straße, geschossweise leicht vorkragend. Klassizistische Haustür. Trauf- und rückseitig Fachwerk teilweise durch Backsteinmauerwerk ersetzt. | 30850847 |                |
| Hauptstraße 18 53° 9′ 8″ N, 11° 2′ 52″ O         | Wohnhaus                                | Zweigeschossiger, giebelständiger Fachwerkbau mit Backsteinausfachung unter Satteldach in roter Hohlpfannendeckung. Zierausfachungen straßenseitig. Klassizistische Haustür. | 30850927 |                |
| Hauptstraße 19 53° 9′ 10″ N, 11° 2′ 52″ O        | Wohn- und Geschäftshaus                 | Zweigeschossiger, giebelständiger Backsteinbau in Ecklage zur Straße auf dem Brink. Halbwalmdach in roter Hohlpfannendeckung. | 30850908 |                |
| Hauptstraße 20 53° 9′ 9″ N, 11° 2′ 52″ O         | Wohnhaus                                | Zweigeschossiger, giebelständiger Ziegelfachwerkbau in Ecklage zur Deichstraße; Satteldach in Hohlpfannen- und Falzziegeldeckung. | 30850889 |                |
| Hauptstraße 21 53° 9′ 10″ N, 11° 2′ 52″ O        | Wohn- und Geschäftshaus                 | Kleiner, zweigeschossiger, giebelständiger Fachwerkbau unter Satteldach in roter Hohlpfannendeckung. Inschriftlich datiert "Anno 1720" (nicht bauzeitlich). Ladeluke im Giebeldreieck. | 30850868 |                |
| Hauptstraße 22 53° 9′ 9″ N, 11° 2′ 52″ O         | Wohnhaus                                | Eingeschossiger, giebelständiger Fachwerkbau mit Backsteinausfachung in Ecklage zur Deichstraße. Straßenseitiger Schaugiebel in Sichtbacksteinmauerwerk mit Backsteingliederungen. Giebel mit First- und Schulterstaffeln. Satteldach in roter Hohlpfannendeckung. | 30849087 |                |
| Hauptstraße 24 53° 9′ 9″ N, 11° 2′ 53″ O         | Wohnhaus                                | Zweigeschossiger, giebelständiger Fachwerkbau mit Backsteinausfachung unter Satteldach in roter Hohlpfannendeckung. Schaufassade in Sichtbacksteinmauerwerk mit Backsteingliederungen. Giebel mit First- und Schulterstaffeln. | 30850771 |                |
| Jeetzelufer 6 53° 9′ 6″ N, 11° 2′ 45″ O          | Wohnhaus                                | Eingeschossiges, freistehendes Fachwerkgebäude unter ziegelgedecktem Halbwalmdach. Hinterhaus zu Elbstraße 1, traufständig zur Gasse "Schiffergang". | 38150195 |                |
| Lüneburger Straße 45 53° 8′ 59″ N, 11° 2′ 7″ O   | Herrenhaus                              | Zweigeschossiger Putzbau auf hohem Sockelgeschoss und unter Walmdach in dunkler Hohlpfannendeckung. Gartenfassade symmetrisch mit Mittelrisalit unter Dreiecksgiebel mit Wappenrelief, sowie Altan mit vorgelagerter, zweiläufiger Freitreppe und zwei Erkern in den seitlichen Achsen im Hochparterre. | 30851355 | BW             |
| Lüneburger Straße 45a 53° 8′ 58″ N, 11° 2′ 7″ O  | Pferdestall                             | Eingeschossiger Sichtbacksteinbau mit quergelagertem zweigeschossigem Mittelteil unter ziegelgedecktem Satteldach. Rundbogige Fenster- und Türöffnungen, Backsteingliederungen. Ehemaliger Pferdestall mit Wagenremise. | 38773478 | BW             |
| Lüneburger Straße 45a 53° 8′ 57″ N, 11° 2′ 5″ O  | Remise                                  | Eingeschossiges Fachwerkgebäude unter pfannengedecktem Halbwalmdach. Ehemalige Wagenremise, zu Wohnzwecken umgebaut. | 38773594 | BW             |
| Marschtorstraße 1 53° 9′ 6″ N, 11° 2′ 52″ O      | Wohnhaus                                | Zweigeschossiger, giebelständiger Fachwerkbau mit Backsteinausfachung unter Satteldach. Dreifach leicht vorgekragter Schaugiebel, teilweise rekonstruiert. | 30850016 |                |
| Marschtorstraße 3 53° 9′ 6″ N, 11° 2′ 52″ O      | Wohnhaus                                | Zweigeschossiges, giebelständiges, teilunterkellertes Fachwerkgebäude mit Backsteinausfachung auf massivem Sockel unter Satteldach in roter Hohlpfannendeckung. | 30849997 |                |
| Marschtorstraße 7 / 7a 53° 9′ 5″ N, 11° 2′ 53″ O | Wohnhaus                                | Gebäude aus zwei ursprünglich getrennten, aber wohl schon seit Ende des 19. Jahrhunderts zu einer Nutzungseinheit verbundenen Gebäuden. Zwei zweigeschossige, giebelständige Fachwerkbauten mit Backsteinausfachung unter jeweils eigenem Halbwalmdach in Hohlpfannendeckung, der ehemaliger [sic] Hauseingang des westlichen Hauses Nr. 7 ist zugesetzt. Zugang über das östliche Gebäude mit der Nr. 7a, welches ursprünglich Anfang des 19. Jahrhunderts als Scheune errichtet und 1883 zu Wohnzwecken ausgebaut wurde.                                                                                                | 30849939 |                |
| Marschtorstraße 13 53° 9′ 5″ N, 11° 2′ 55″ O     | Wohnhaus                                | Zweigeschossiger, traufständiger Fachwerkbau mit Backsteinausfachung unter Satteldach. Wohnhaus des Heimatdichters und Schriftstellers Wilhelm Keetz. | 30849861 |                |
| Mühlenweg 53° 8′ 51″ N, 11° 1′ 26″ O             | Mühlengebäude                           | Zweigeschossiger Fachwerkbau mit Backsteinausfachung unter einseitig abgewalmtem Satteldach in Hohlpfannendeckung. Südgiebel am Mühlenbach massiv in Backsteinmauerwerk. Mühlrad und Mühlenausstattung nicht mehr vorhanden. Errichtet 1679 (d). | 30849415 | BW             |
| Weinbergsweg 1 53° 9′ 1″ N, 11° 2′ 41″ O         | Wohnhaus                                | Freistehender, ein- bzw. zweigeschossiger Backsteinbau in Hanglage mit ausgebautem Drempelgeschoss unter Satteldach. Mittelrisalit unter Satteldach mit Freigespärre. Fassadenschmuck aus Formsteinen, unterschiedlichen Backsteinfarben und profilierender Steinsetzung. | 30849106 |                |
| Weinbergsweg 3 - 5 53° 9′ 2″ N, 11° 2′ 38″ O     | Wohnhaus                                | Zweigeschossiger, verputzter Massivbau auf Sockelgeschoss und unter Satteldach. Mittelrisalit mit markantem Giebel mit Zinnenbesatz an der Westseite; in beiden Obergeschossen vorgelagerte Veranda mit Hauseingang im Sockelgeschoss. Umlaufendes Sockelgesims. Horizontaler Putzfugenschnitt. Erbaut Ende des 19. Jahrhunderts, Umbau 1912. | 30849746 | BW             |
| Weinbergsweg 7 - 9 53° 9′ 4″ N, 11° 2′ 39″ O     | Wohnhaus                                | ehem. Villa Julius Zweieinhalb- bis dreigeschossiges Fachwerkgebäude unter flachgeneigten Satteldächern mit unterschiedlichen Firstrichtungen. Überdachter, zweigeschossiger Balkon in der Nordostecke. Eingeschossiger Anbau auf der Nordseite. | 30849728 | BW             |
| Weinbergsweg 15 - 17 53° 9′ 9″ N, 11° 2′ 39″ O   | Wohnhaus                                | ehem. Villa Max Adolf Zweieinhalb- bis dreigeschossiges Fachwerkgebäude unter flachgeneigten Satteldächern mit unterschiedlichen Firstrichtungen. Überdachter Standbalkon jeweils an der Nord- und Westseite. | 30849710 |                |
| Weinbergsweg 16 53° 9′ 6″ N, 11° 2′ 40″ O        | Wohnhaus                                | Zweigeschossiger Sichtbacksteinbau unter hohem Walmdach in Hohlpfannendeckung, Schleppgauben mit gewölbten Dachflächen. An der Westseite dreigeschossiger Eingangsvorbau. An der Südseite Veranda mit Austritt im Obergeschoss. Eingeschossige Utlucht die Nordostecke umgreifend. Bauzeitliche Fenster- und Türeinbauten. | 30849764 | BW             |
| Weinbergsweg 26 53° 9′ 16″ N, 11° 2′ 31″ O       | Gästehaus                               | Zweigeschossiges, am Elbhang freistehendes Fachwerkgebäude auf L-förmigem Grundriss unter Mansard-Walmdach. Zweigeschossiger Laubengang auf der Nordwest- und Südwestseite. | 30849674 |                |
| Zollstraße 1 53° 9′ 8″ N, 11° 2′ 50″ O           | Wohn- und Geschäftshaus                 | Zweigeschossiger, giebelständiger Fachwerkbau mit Backsteinausfachung unter Satteldach in roter Hohlpfannendeckung. | 30849636 |                |
| Zollstraße 2 53° 9′ 8″ N, 11° 2′ 50″ O           | Zollhaus                                | Zur Zollstraße traufständiges, zweigeschossiges Wohnhaus, Fachwerk in Stockwerkbauweise mit Schnitzwerk, verputzte Ziegelausmauerung, hoher Feldsteinsockel, Zugang südlich über eine barocke Haustür, Obergeschoss und Giebel über profilierten Knaggen vorkragend, Füllhölzer mit Schiffskehlen, Fußstrebenpaare im Obergeschoss, Satteldach in Hohlpfannendeckung, am Westgiebel abgewalmt, errichtet 1589 als Zollhaus oder Zollhof. Im 18. Jahrhundert westlich erweitert. Bis 1866 als Zollhaus genutzt, heute Museum „Altes Zollhaus“.                                                                             | 30849615 |                |
| Zollstraße 4 53° 9′ 8″ N, 11° 2′ 49″ O           | Wohnhaus                                | Zweigeschossiger, giebelständiger Fachwerkbau unter Satteldach in roter Hohlpfannendeckung und hofseitigem Halbwalm; Schaufassade in Rohziegelmauerwerk straßenseitig vorgeblendet. | 30849577 |                |

### Ehem. Baudenkmale in Hitzacker
| Lage                                                           | Bezeichnung                  | Beschreibung | ID | Bild |
| -------------------------------------------------------------- | ---------------------------- | --- | -- | ---- |
| An der Kirche 3 53° 9′ 6″ N, 11° 2′ 55″ O                      | Wohnhaus                     | |    |      |
| Dannenbergerstraße 16 53° 8′ 39″ N, 11° 2′ 31″ O               | Wohnhaus                     | |    |      |
| 53° 9′ 15″ N, 11° 2′ 25″ O                                     | Friedhof auf dem Kirchberg   | |    |      |
| Nienwedel 4 53° 8′ 5″ N, 11° 4′ 2″ O                           | Wohn- und Wirtschaftsgebäude | Das Gebäude, erbaut 1797, galt als wichtiges Beispiel für die Verbreitungsgeschichte der Vierständerbauweise. Ursprünglich ein Zweiständerhaus, wurde es der damals modern werdenden Vierständerkonstruktion angepasst. Es existiert allerdings nicht mehr, da es im November 2009 abgebrannt ist. |    | BW   |
| Sarchem Nr. 2 (heute: Dorfstraße 2) 53° 8′ 55″ N, 11° 0′ 11″ O | Wohn- und Wirtschaftsgebäude | Das heute etwas überformte Zweiständerhaus von 1781 bildet den letzten Rest des alten Dorfkerns – ein inzwischen völlig aufgelöster Rundling. |    |      |
| Sarchemer Mühle 53° 8′ 51″ N, 11° 1′ 26″ O                     | Wassermühle                  | |    | BW   |
| Seerau Nr. 1 53° 7′ 43″ N, 11° 3′ 19″ O                        | Hofanlage                    | |    |      |

## Bahrendorf

### Einzeldenkmale in Bahrendorf
| Lage                                               | Bezeichnung                                        | Beschreibung | ID       | Bild |
| -------------------------------------------------- | -------------------------------------------------- | --- | -------- | ---- |
| Bahrendorfer Straße 4 53° 11′ 23″ N, 10° 56′ 51″ O | Wohnhaus                                           | Freistehender, eingeschossiger Fachwerkbau mit Backsteinausfachung unter Halbwalmdach in Hohlpfannendeckung. Zwerchgiebel unter Satteldach mit Freigespärre an der östlichen Traufseite.                                                             | 30849069 | BW   |
| Bahrendorfer Straße 6 53° 11′ 23″ N, 10° 57′ 3″ O  | Wohn- und Wirtschaftsgebäude, ehemaliges Pfarrhaus | Freistehendes Vierständer-Fachwerkhaus mit Backsteinausfachung unter reetgedecktem Halbwalmdach; Walmflächen in Hohlpfannendeckung. Schleppgaube in der nördlichen, zwei Fledermausgauben in der südlichen Dachfläche. 1844 als Pfarrhaus errichtet. | 30849051 | BW   |

## Grabau

### Gruppe baulicher Anlagen in Grabau
| Lage                               | Bezeichnung | Beschreibung | ID       | Bild |
| ---------------------------------- | ----------- | --- | -------- | ---- |
| Nr. 2 53° 7′ 43″ N, 11° 5′ 2″ O    | Hofanlage   | Hofanlage als Teil der ehemaligen Rundlingsanlage, bestehend aus einem Wohn-/Wirtschaftsgebäude sowie einer Scheune aus dem 19. Jahrhundert. Ursprünglich gehörte auch das inzwischen abgetrennte Nachbarhaus Grabau 2a als weitere Scheune zu diesem Hof. | 30826910 | BW   |
| Nr. 8/9 53° 7′ 45″ N, 11° 4′ 58″ O | Hofanlage   | Hofanlage als Teil der ehemaligen Rundlingsanlage, bestehend aus einem Wohn-/Wirtschaftsgebäude, heute mit der Hausnummer 9, sowie einer Scheune und einem Stallgebäude.                                                                                   | 30826920 | BW   |

### Einzeldenkmale in Grabau
| Lage                             | Bezeichnung                  | Beschreibung | ID       | Bild |
| -------------------------------- | ---------------------------- | --- | -------- | ---- |
| Nr. 2 53° 7′ 43″ N, 11° 5′ 2″ O  | Wohn- und Wirtschaftsgebäude | Freistehendes Zweiständer-Fachwerkhaus mit Backsteinausfachung unter Halbwalmdach. | 30849030 | BW   |
| Nr. 2 53° 7′ 42″ N, 11° 5′ 3″ O  | Längsdurchfahrtscheune       | Vierständerbau mit Backsteinausfachungen, Nordosttraufe in Lehmstakung unter Halbwalmdach. Mittige Längsdurchfahrt. Inschrift am Südostgiebel mit Datierung 1834(i).                                                     | 30849009 |      |
| Nr. 2a 53° 7′ 42″ N, 11° 5′ 2″ O | Wohnhaus, ehemalige Scheune  | Freistehendes Dreiständer-Fachwerkhaus mit Backsteinausfachungen unter Halbwalmdach. Zum Wohnhaus umgenutzte ehemalige Scheune. Anbau in gleichem Material und unter eigenem Satteldach an der südwestlichen Traufseite. | 30848991 |      |
| Nr. 9 53° 7′ 44″ N, 11° 4′ 58″ O | Wohnhaus, ehemalige Scheune  | Zweiständerbau mit Backsteinausfachungen unter Krüppelwalmdach in Hohlpfannendeckung. 1879(i). | 30848834 | BW   |
| Nr. 8 53° 7′ 45″ N, 11° 4′ 59″ O | Scheune                      | Fachwerkbau mit Backsteinausfachungen unter Halbwalmdach in Reetdeckung. Außermittige Längsdurchfahrt. 1802(i). | 30848978 | BW   |
| Nr. 8 53° 7′ 45″ N, 11° 4′ 59″ O | Stall                        | Eingeschossiger Fachwerk- und Massivbau unter ziegelgedecktem Satteldach, im Grundriss leicht geknickt entlang der Grundstücksgrenze.                                                                                    | 39145920 | BW   |

## Harlingen

### Einzeldenkmale in Harlingen
| Lage                                      | Bezeichnung                  | Beschreibung | ID       | Bild |
| ----------------------------------------- | ---------------------------- | --- | -------- | ---- |
| Am Wischhof 7 53° 8′ 58″ N, 10° 58′ 53″ O | Wohn- und Wirtschaftsgebäude | Freistehendes Zweiständer-Fachwerkhaus mit Backsteinausfachung unter Halbwalmdach in Reetdeckung mit jüngeren Fledermausgauben. Außermittiges Dielentor. | 30848942 | BW   |

## Kähmen

### Einzeldenkmale in Kähmen
| Lage                             | Bezeichnung                  | Beschreibung | ID       | Bild |
| -------------------------------- | ---------------------------- | --- | -------- | ---- |
| Nr. 2 53° 7′ 9″ N, 11° 3′ 18″ O  | Wohn- und Wirtschaftsgebäude | Freistehendes Vierständer-Fachwerkhaus mit Backsteinausfachung unter Halbwalmdach. Teil einer ehemaligen Rundlingsanlage.                                           | 30849559 | BW   |
| Nr. 4 53° 7′ 10″ N, 11° 3′ 16″ O | Wohn- und Wirtschaftsgebäude | Freistehendes Zweiständer-Fachwerkhaus mit Backsteinausfachung unter Halbwalmdach. Wohngiebel in Backsteinmauerwerk ersetzt. Teil einer ehemaligen Rundlingsanlage. | 30849541 | BW   |
| Nr. 7 53° 7′ 6″ N, 11° 3′ 10″ O  | Ehemalige Wassermühle        | | 30849523 |      |

## Klötze

### Einzeldenkmale in Klötze
| Lage                                     | Bezeichnung                        | Beschreibung | ID       | Bild |
| ---------------------------------------- | ---------------------------------- | --- | -------- | ---- |
| Schützenweg 2 53° 9′ 25″ N, 11° 1′ 51″ O | Schützenhaus der Stadt Hitzacker   | Eingeschossiger traufständiger zehnachsiger Massivbau unter Satteldach mit zweigeschossigem Mittelrisalit. Beide Giebel in Ziegelfachwerk, gekuppelte Rundbogenfenster. Um 1870. | 30849506 |      |
| Schützenweg 53° 9′ 22″ N, 11° 1′ 57″ O   | Kriegerdenkmal der Stadt Hitzacker | | 30849488 |      |

## Nienwedel

### Einzeldenkmale in Nienwedel
| Lage                           | Bezeichnung                  | Beschreibung | ID       | Bild |
| ------------------------------ | ---------------------------- | --- | -------- | ---- |
| Nr. 1 53° 8′ 7″ N, 11° 4′ 0″ O | Wohn- und Wirtschaftsgebäude | Zum Dorfplatz giebelständiger Vierständer-Fachwerkbau mit Backsteinausfachung unter schiefergedecktem Halbwalmdach. Zwerchhaus am Wohnteil, Aufzuganbau am Wirtschaftsteil. | 39145177 | BW   |
| Nr. 3 53° 8′ 5″ N, 11° 4′ 2″ O | Wohn- und Wirtschaftsgebäude | Zweigeschossiges Gebäude mit massivem Erdgeschoß und Obergeschoß in Fachwerk. Polygonale Eck-Erker im Erdgeschoss. Krüppelwalmdach mit unterschiedlichen Firstrichtungen und Traufhöhen, mit schwarzen Ziegeln gedeckt. Haupteingang auf der Ostseite unter Zwerchhaus mit Krüppelwalmdach und Freigespärre. Rückwärtiger Stallanbau. | 39145196 | BW   |
| Nr. 5 53° 8′ 6″ N, 11° 4′ 0″ O | Wohn- und Wirtschaftsgebäude | Freistehendes Vierständer-Fachwerkhaus mit Backsteinausfachung unter Halbwalmdach. Wohnteil zweigeschossig bei gleicher First-, aber größerer Traufhöhe. | 30849451 | BW   |

## Tiesmesland

### Einzeldenkmale in Tiesmesland
| Lage                               | Bezeichnung                  | Beschreibung | ID       | Bild |
| ---------------------------------- | ---------------------------- | --- | -------- | ---- |
| Nr. 8 53° 11′ 25″ N, 10° 58′ 45″ O | Wohn- und Wirtschaftsgebäude | Zweiständer-Fachwerkhaus mit Backsteinausfachung unter Halbwalmdach. Wohngiebel teilweise massiv in Backsteinmauerwerk. 1846 (i) nach einem größeren Brand errichtet. | 30849335 | BW   |

## Tießau

### Gruppe baulicher Anlagen in Tießau
| Lage                                          | Bezeichnung | Beschreibung | ID       | Bild |
| --------------------------------------------- | ----------- | --- | -------- | ---- |
| Tießauer Straße 3 53° 10′ 49″ N, 10° 59′ 8″ O | Hofanlage   | Gruppe auf dem Grundstück einer ehemalige[n] Hofanlage, bestehend aus einem 1843 errichteten zweiständer-Hallenhaus sowie einem 1924 errichteten massiven Wohnhaus, welche durch einen massiven, verputzten Rundbogen miteinander verbunden sind. | 30826950 | BW   |

### Einzeldenkmale in Tießau
| Lage                                          | Bezeichnung | Beschreibung | ID       | Bild |
| --------------------------------------------- | ----------- | --- | -------- | ---- |
| Tießauer Straße 3 53° 10′ 50″ N, 10° 59′ 6″ O | Wohnhaus    | Eingeschossiger Putzbau auf hohem Kellersockel unter ziegelgedecktem Mansard-Halbwalmdach. Giebelflächen unterhalb des Walms mit Holz verschalt. Hölzerne Freitreppe unter überdachtem Balkon auf der Nordseite, massive Freitreppe am Westgiebel. Ausluchten an der Nordwestecke sowie auf der Südseite. Durch massiven Rundbogen mit dem benachbarten Wohn-/Wirtschaftsgebäude auf demselben Grundstück verbunden. Eingeschossiger Anbau unter Walmdach an der Ostseite. | 39145258 | BW   |
| Tießauer Straße 3 53° 10′ 50″ N, 10° 59′ 7″ O | Wohnhaus    | Zweiständer-Fachwerkhaus mit Backsteinausfachung unter Halbwalmdach in unterschiedlichen Deckungen aus Reet, Hohlpfannen und Falzblech. Außermittiges Dielentor an der nordwestlichen Giebelseite. | 30849353 | BW   |

## Wietzetze

### Einzeldenkmale in Wietzetze
| Lage                                     | Bezeichnung                  | Beschreibung | ID       | Bild |
| ---------------------------------------- | ---------------------------- | --- | -------- | ---- |
| Am Bland 11 53° 11′ 12″ N, 10° 55′ 55″ O | Wohn- und Wirtschaftsgebäude | Zweiständer-Fachwerkhaus mit Backsteinausfachung unter Halbwalmdach. Inschrift mit Datierung "Errichtet am 25. Juli 1844" am Nordgiebel. | 30849299 | BW   |
| Am Bland 12 53° 11′ 12″ N, 10° 55′ 58″ O | Scheune                      | Freistehender, anderthalbgeschossiger Sichtbacksteinbau unter Satteldach. Querdurchfahrtsscheune mit drei Toren. | 30849281 | BW   |
| Steedamm 8 53° 11′ 3″ N, 10° 56′ 1″ O    | Scheune                      | Langgestrecktes Querdielenhaus in Fachwerk mit Backsteinausfachung unter Halbwalmdach in Hohlpfannendeckung. Großes Zwerchhaus in der östlichen Dachfläche. Querdieleneinfahrt an der westlichen Traufseite. | 30849317 | BW   |
| Kirchring 53° 11′ 5″ N, 10° 55′ 50″ O    | Kapelle                      | Schlichter, allseits durchfensterter Fachwerk-Saalbau mit weiß geschlämmter Backsteinausfachung über rechteckigem Grundriss, freistehend mittig auf annähernd kreisrundem, eingefriedeten Kirchhof. Massiver Backsteinsockel, Walmdach in Hohlpfannendeckung. Dachreiter in Fachwerk mit Backsteinausfachung und unter schieferbehangenem Glockendach über dem westlichen Firstende. | 30851851 |      |
| Kirchring 53° 11′ 5″ N, 10° 55′ 50″ O    | Kirchhof                     | In Ortsmitte gelegene, fast kreisförmige Grünanlage mit gepflegter Rasenfläche und einigen stattlichen Bäumen die Kapelle umgebend; das ganze mit Trockenmauer aus grob bearbeiteten Feldsteinen eingefriedet und allseitig von einer Straße umgeben. | 30851794 | BW   |

## Wussegel

### Gruppe baulicher Anlagen in Wussegel
| Lage                             | Bezeichnung | Beschreibung | ID       | Bild |
| -------------------------------- | ----------- | --- | -------- | ---- |
| Nr. 2 53° 8′ 16″ N, 11° 4′ 38″ O | Hofanlage   | Hofanlage, bestehend aus einem Wohn-/Wirtschaftsgebäude aus dem 18. Jahrhundert sowie einem Stallgebäude aus dem 19. Jahrhundert im südwestlichen Teil des Ortes an der Kreisstraße. Straßenseitige Einfriedung durch Feldsteinmauer. | 30826960 |      |
| Nr. 6 53° 8′ 17″ N, 11° 4′ 47″ O | Hofanlage   | Hofanlage, bestehend aus einem Wohn-/Wirtschaftsgebäude in Fachwerk und einem massiven Stallgebäude, im nordöstlichen Teil des Ortes direkt hinter dem Elbdeich gelegen.                                                              | 39228768 | BW   |

### Einzeldenkmale in Wussegel
| Lage                             | Bezeichnung                  | Beschreibung | ID       | Bild |
| -------------------------------- | ---------------------------- | --- | -------- | ---- |
| Nr. 2 53° 8′ 16″ N, 11° 4′ 40″ O | Wohn- und Wirtschaftsgebäude | Zweiständer-Fachwerkhaus mit erneuerter Backsteinausfachung unter reetgedecktem Halbwalmdach mit nachträglichen, großen Fledermausgauben. Inschrift mit Datierung am Ostgiebel.                                                                                       | 30849242 |      |
| Nr. 2 53° 8′ 16″ N, 11° 4′ 40″ O | Stall                        | Langgestreckter Fachwerkbau mit Backsteinausfachung unter Satteldach in Hohlpfannendeckung. | 30849221 | BW   |
| Nr. 6 53° 8′ 17″ N, 11° 4′ 48″ O | Wohn- und Wirtschaftsgebäude | Zweiständer-Fachwerkhaus mit Backsteinausfachung unter Halbwalmdach. Massiver Eingangsvorbau an der östlichen Traufseite. | 30849203 | BW   |
| Nr. 6 53° 8′ 17″ N, 11° 4′ 47″ O | Stall                        | Eingeschossiger Sichtbacksteinbau auf T-förmigem Grundriss unter ziegelgedecktem Satteldächern mit unterschiedlichen Firstrichtungen. Westlicher Ortgang des Süddaches als Brandmauer zum Nachbargebäude überhöht. Backsteingliederungen im Trauf- und Giebelbereich. | 39145895 | BW   |